# Rick ten Voorde
Rick ten Voorde (* 20. Juni 1991 in Emmen, Drenthe) ist ein ehemaliger niederländischer Fußballspieler.

## Karriere
Als 17-Jähriger spielte ten Voorde erstmals für den Zweitligisten FC Emmen und wechselte 2009/10 zum Erstligisten NEC Nijmegen. Während seiner vierjährigen Vereinszugehörigkeit wurde er zur Saison 2011/12 an den Ligakonkurrenten RKC Waalwijk und 2013 an den Ligakonkurrenten NAC Breda verliehen. Während dieser Zeit spielte er auch 13 Mal für diverse niederländische Jugendnationalmannschaften und erzielte dabei vier Treffer.
Zur Saison 2013/14 wechselte er nach Deutschland zum Zweitligisten SC Paderborn 07 und hatte damit Anteil am erstmaligen Aufstieg des Vereins in die Bundesliga 2014. Am 20. Juli 2013 (1. Spieltag) debütierte er bei der 0:1-Niederlage im Heimspiel gegen den 1. FC Kaiserslautern in der 2. Bundesliga.
Zur Saison 2014/15 wurde ten Voorde an den niederländischen Erstligisten FC Dordrecht ausgeliehen.
Ab 2015 spielte er dann bei den niederländischen Clubs FC Emmen und Almere City, danach beim Hapoel Ramat Gan in Israel und anschließend bei den isländischen Clubs Víkingur Reykjavík und Þór Akureyri.
Im Sommer 2020 wechselte ten Voorde zum deutschen Regionalligisten SV Rödinghausen, im Sommer 2022 beendete er dort seine Karriere.